# Hornraben
Hornraben (Bucorvus) sind eine aus zwei nahe verwandten Arten bestehende, in Afrika verbreitete Gattung aus der Ordnung der Hornvögel und Hopfe (Bucerotiformes). Sie ähneln, abgesehen von den nackten, roten und blauen Hautpartien am Kopf, großen Raben. Ihr Gefieder ist überwiegend schwarz. Lediglich bei fliegenden Vögeln ist sichtbar, dass die Handschwingen weiß sind. Anders als die nahe verwandten Echten Hornvögel sind Hornraben gute Läufer. Hornraben haben 15 Halswirbel, während die echten Hornvögel lediglich 14 aufweisen. Die Beine sind außerdem länger und sie weisen eine spezielle Sehne auf, die vom Becken zum Femur verläuft.

## Lebensweise
Hornraben führen ein bodenbewohnendes Leben in kurzgrasigen Steppen und Savannen. Die Vögel können sich mit einer Geschwindigkeit von bis zu 30 km/h rennend fortbewegen. Fliegend ist der bis zu vier Kilogramm schwere Vogel nicht viel schneller. 
Hornraben ernähren sich hauptsächlich von großen Insekten und kleinen Wirbeltieren. Gelegentlich fressen sie auch Eidechsen, Kleinsäuger und Jungvögel.
Sie leben territorial in einem Revier von etwa 100 Quadratkilometern Größe in Gruppen von bis zu zehn Tieren. Durch dumpfe Rufe wird der Revieranspruch betont. Nur ein dominantes Paar schreitet zur Fortpflanzung. Hornraben brüten in Felsspalten und Baumhöhlen bevorzugt in Affenbrotbäumen. Meist legt das Weibchen zwei Eier, wobei aber nur ein Junges aufgezogen wird. Das brütende Weibchen wird zwar vom Männchen gefüttert, aber nicht wie bei den anderen Nashornvögeln mit Lehm eingemauert. Es kann weiterhin die Bruthöhle verlassen und selbst auf die Jagd gehen.

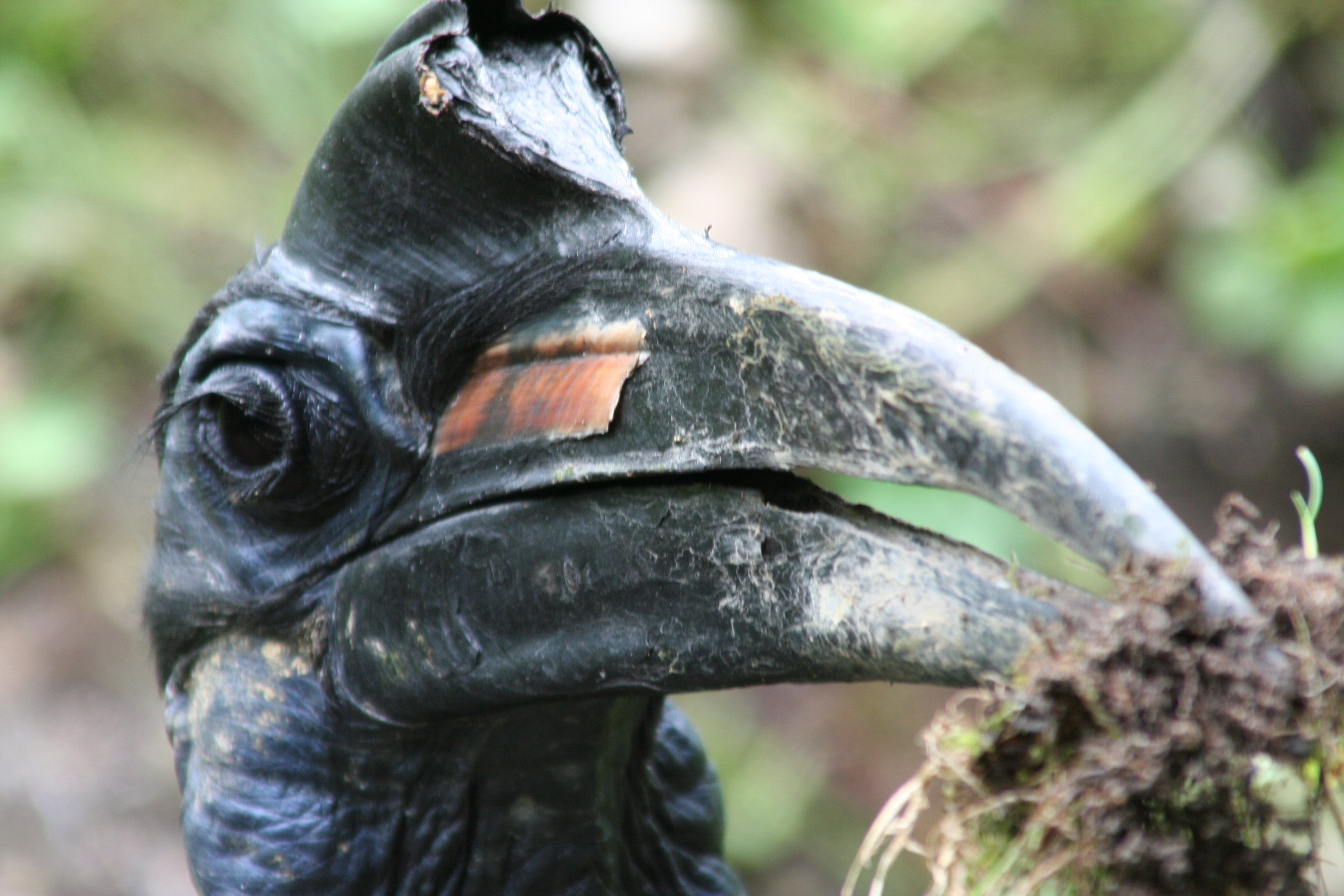
Weiblicher Sudanhornrabe

Hornraben werden von Federläusen der Gattung Burvellus befallen,  die nur auf ihnen zu finden ist.
Die Arten gelten zwar in ihrem Verbreitungsgebiet nicht als häufig, werden von der IUCN aber dennoch als ungefährdet eingestuft.

## Arten
- Der Nördliche Hornrabe oder Sudanhornrabe (Bucorvus abyssinicus) lebt in Steppen und Savannen südlich der Sahara. Der Schnabelaufsatz ist hoch und vorne offen. Die nackten Hautpartien am Kopf sind beim Männchen blau und rot, beim Weibchen blau.

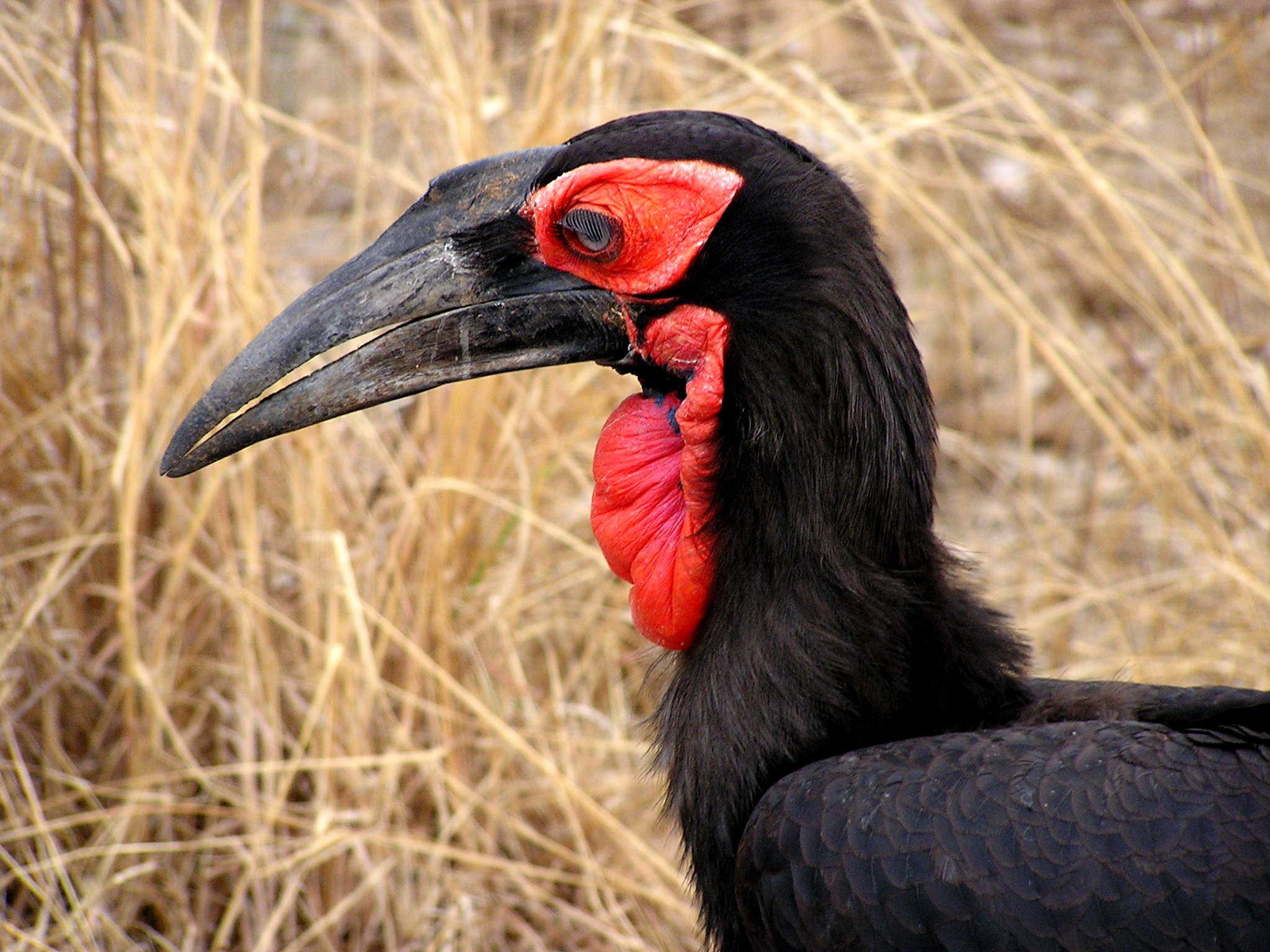
Männlicher Rotwangenhornrabe

- Der Südliche Hornrabe (Bucorvus leadbeateri), auch Rotwangenhornrabe oder Südhornrabe genannt, lebt von Kenia bis nach Angola und Südafrika. Der Schnabelaufsatz ist flach und kurz. Die nackten Hautpartien am Kopf sind beim Männchen karminrot, beim Weibchen eher dunkelrot und beim Jungvogel hellorange. Der Rotwangenhornrabe wurde früher auch als Kaffernhornrabe (Bucorvus cafer) bezeichnet.